# گورکوفسکویه (سرزمین آلتای)
گورکوفسکویه (به لاتین: Gorkovskoye) یک منطقهٔ مسکونی در روسیه است که در سرزمین آلتای واقع شده‌است.